# Legendrena steineri
Legendrena steineri is een spinnensoort uit de familie Gallieniellidae. De soort komt voor in Madagaskar.